# Снайпер: Специальный отряд
«Сна́йпер: Специа́льный отря́д» (англ. Sniper: Special Ops) — американский боевик режиссёра Фреда Олена Рэя. Фильм вышел сразу на видео в США 3 мая 2016 года.

## Сюжет
Командир отряда спецназа США Джейк Чандлер (Стивен Сигал) получает задание освободить американского конгрессмена из плена талибов в Афганистане. Задание было выполнено. Джейк Чандлер принимает решение остаться, чтобы помочь раненым американским солдатам.

## В ролях
| Актёр              | Роль                 |
| ------------------ | -------------------- |
| Стивен Сигал       | Джейк Чандлер        |
| Тим Эбелл          | сержант Вик Мосби    |
| Роб Ван Дам        | Васкез               |
| Дейл Дай           | подполковник Джексон |
| Шарлин Амойя       | Дженет               |
| Джейсон-Шейн Скотт | Тайлер               |
| Дэниел Буко        | Рич                  |
| Энтони Батарсе     | Башир                |
| Джералд Уэбб       | Маркус               |

## Рецензии и критика
Фильм получил преимущественно негативные отзывы и низкие оценки кинокритиков. На сайте Rotten Tomatoes его рейтинг составляет 13 % из 100, на IMDB.com — 3,2 из 10.